# 北条貞冬
北条 貞冬（ほうじょう さだふゆ）は、鎌倉時代末期の武将。北条氏の一門で金沢流北条氏の出身。父は15代執権である北条貞顕（金沢貞顕）。「冬」の片字は吉田定房の弟・冬方の偏諱である可能性が考えられている。金沢 貞冬（かねさわ さだふゆ）とも呼ばれる。

## 生涯
父は金沢貞顕。生母は側室の薬師堂殿（吉田氏）とされ、嫡男の貞将とは異母兄弟である。嘉暦4年（1329年）4月に引付衆に就任、12月には評定衆に加えられ官途奉行を兼任した。元徳2年（1330年）6月には右馬助を辞任して従五位上に昇進した。
後醍醐天皇が討幕運動を企図して公家や武士の糾合を始めると、元弘元年/元徳3年（1331年）9月に貞冬は江馬越前入道、大仏貞直、足利尊氏らと共に大将軍として上洛した。しかし、楠木正成の奮戦などで各地で討幕運動の狼煙が上がりだしたため、貞冬は伊勢で軍勢を整えると近江柏木御厨（金沢北条家の所領）から宇治に移った。9月25日には宇治から賀茂に移り、9月26日には貞直と共に上洛軍を率いて笠置に向けて進発して2日後に攻め落とし、後醍醐天皇は逃がすも深栖入道と松井蔵人を捕縛した。後に後醍醐天皇も捕縛し、さらに10月3日には貞冬家人の宗像重基が後醍醐天皇の第1皇子である尊良親王を捕縛して同日の内に京都に凱旋した。この尊良親王捕縛の功績で、10月28日に花園上皇より馬を贈られている。
同月には楠木正成が立て籠もった赤坂城攻撃の大将にも任じられて、苦戦の末に赤坂城を攻略する（赤坂城の戦い）など、幕府の武将の中では名将といえる功績を多数挙げている。
11月2日、貞冬は鎌倉に向けて進発した。
貞冬の没年は不明だが、兄など金沢流北条家の多くが幕府滅亡の際の合戦で討死・自害し、父も自害しているため、彼らと行動を共にしたものと思われる。

## 経歴
※ 日付＝旧暦
- 元徳元年（1329年）、引付衆に就任[10]。12月、評定衆兼官途奉行に就任[11]。

## その他
神奈川県横浜市金沢区にあったとされる青ヶ台城は『新編武蔵風土記稿』に「金沢右馬助」の居城と伝えられ、貞冬のことではないかと考察されている。